# Gertrud Kückelmann

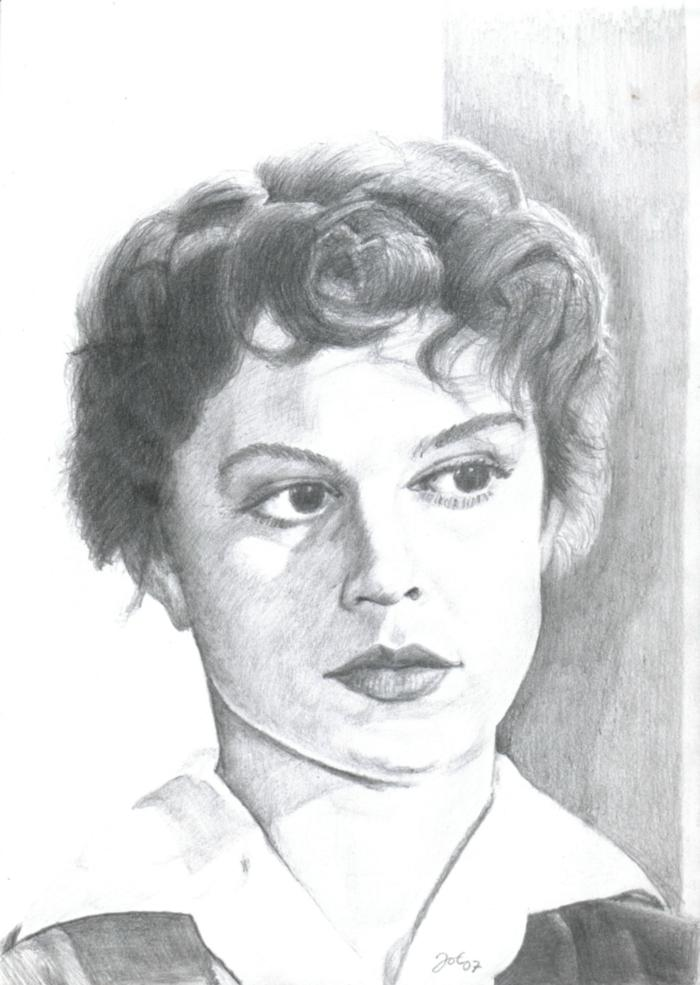
Kückelmann (Zeichnung)

Gertrud Christine Franziska Kückelmann (* 3. Januar 1929 in München; † 17. Januar 1979 ebenda) war eine deutsche Bühnen- und Filmschauspielerin und lieh bekannten internationalen Schauspielerinnen ihre Synchronstimme.

## Leben und Wirken

### Bühne
Kückelmann verbrachte ihre Schulzeit in München und wurde zunächst als Tänzerin ausgebildet. Als 12-Jährige war sie Ballettschülerin an der Bayerischen Staatsoper und spielte mit 16 Jahren im Gestiefelten Kater. Sie studierte Gesang, begann mit Schauspielunterricht und erhielt 1949 ein langjähriges Engagement bei den Münchner Kammerspiele (bei denen sie etwa in der deutschen Erstaufführung von Max Frischs Andorra 1962 die Barblin spielte). Bis zum Ende ihres Lebens stand Kückelmann auf der Theaterbühne. Dabei gab sie zahlreiche Gastspiele im gesamten deutschsprachigen Raum. Dabei trat sie sowohl in Klassikerrollen als auch im modernen Theaterstücken auf. Selbst nach einer Krebsoperation im Jahr 1978 kehrte sie noch einmal auf die Theaterbühne zurück. Ihr letztes Engagement am Berner Stadttheater konnte sie jedoch nicht mehr antreten.

### Film
Ihre erste kleine Filmrolle erhielt Kückelmann im Märchenfilm Hans im Glück 1949. Nach ihrem zweiten Film Rausch einer Nacht (1950) wurde sie als sogenannte „Naive“ auf die Rolle des „labilen Mädchens“ festgelegt. Aus dieser Schubladisierung konnte sie im Filmgeschäft kaum ausbrechen. Sie drehte Streifen an der Seite von Karlheinz Böhm und Ivan Desny. Als 1956 in Artur Brauners Frucht ohne Liebe das Thema der Künstlichen Befruchtung aufgegriffen wurde und nicht im Sinne der christlichen Kirchen abgehandelt wurde, erntete Kückelmann entschiedene Proteste seitens dieser Institutionen.
Da daraufhin Rollen aus Westdeutschland ausblieben, drehte sie ihren letzten Film 1957 mit der ostdeutschen DEFA: Spielbank-Affäre. Danach war ihre Kinokarriere endgültig beendet. Lediglich 1975 erschien sie in einem Film ihres Bruders Norbert Kückelmann, Die Angst ist ein zweiter Schatten, noch einmal auf der Leinwand. Allerdings agierte sie in mehreren Fernsehproduktionen, wo sie häufig den Part der schrulligen Jungfer übernahm.

### Synchronisation

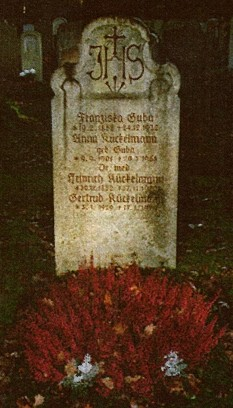
Grabstätte von Gertrud Kückelmann

Als Synchronsprecherin lieh sie ihre Stimme u. a. Jane Fonda (Nora (1973, Losey)), Shirley MacLaine (u. a. Das Appartement, Infam), Virginia Mayo (Venus am Strand),
Sie wirkte in ca. 100 Hörspielen mit und las auch einige Märchenaufnahmen und besprach Literatur-Schallplatten sowie Hör-Cassetten (z. B.: Wort und Stimme).

### Privates
Kückelmann war die Tochter des Arztes Heinrich Wilhelm Ludwig Kückelmann und der Schauspielerin Anna Kückelmann geb. Guba. 1968 heiratete sie den Fernsehregisseur Fritz Schuster. Die Ehe wurde 1971 geschieden. 1970 hatte Kückelmann für einige Monate als Krankenpflegerin gearbeitet.
Kückelmann hatte eine längere Liebesbeziehung mit dem Schauspieler Oskar Werner, sie lernten sich kennen, als Kückelmann im Film Mozart die Ehefrau des Komponisten, der von Werner dargestellt wurde, spielte. Die beiden arbeiteten öfter zusammen. Laut dem Autor Robert Dachs, einem Werner-Kenner und Freund, war Kückelmann die Schauspielerin, die am meisten mit Oskar Werner zusammengespielt hat. Dachs zitiert in seinem Buch Oskar Werner – Abgründe eines Giganten auch Werners erste Ehefrau Elisabeth Kallina, die die Beziehung Kückelmann-Werner wie folgt kommentiert: „Das muss man leider sagen: Die Kückelmann hat er auf dem Gewissen! Sie hatte sich unsterblich in ihn verliebt.“
Die an Krebs leidende Schauspielerin beging Suizid, indem sie sich am 17. Januar 1979 aus dem Fenster der Wohnung ihres Bruders stürzte. Ihre Grabstelle befindet sich auf dem Waldfriedhof in München.

## Filmografie (Auswahl)
- 1949: Hans im Glück
- 1951: Rausch einer Nacht
- 1951: Das seltsame Leben des Herrn Bruggs
- 1951: Mutter sein dagegen sehr!
- 1951: Der Stein des Anstoßes (Fernsehfilm)
- 1952: Der Weibertausch
- 1952: Haus des Lebens
- 1953: Musik bei Nacht
- 1953: Der Kaplan von San Lorenzo
- 1953: Fräulein Casanova
- 1953: Ein Herz spielt falsch
- 1953: Die Stärkere
- 1953: Das tanzende Herz
- 1954: Der Engel mit dem Flammenschwert
- 1954: Die goldene Pest
- 1954: Ein Haus voll Liebe
- 1955: Reich mir die Hand, mein Leben
- 1955: Mozart
- 1956: Die ganze Welt singt nur Amore
- 1956: Keiner stirbt leicht (Fernsehfilm)
- 1956: Frucht ohne Liebe
- 1957: Spielbank-Affäre
- 1958: Ein gewisser Judas (Fernsehfilm)
- 1961: Schau heimwärts, Engel (Fernsehfilm)
- 1962: Der kleine Lord (Fernsehfilm)
- 1963: Reisender ohne Gepäck (Fernsehfilm)
- 1964: Leonce und Lena (Fernsehfilm)
- 1966: Bethanien (Fernsehfilm)
- 1967: Liebe für Liebe (Fernsehfilm)
- 1967: Ein Fremder klopft an (Fernsehfilm)
- 1969: Traumnovelle (Fernsehfilm)
- 1974: Die Angst ist ein zweiter Schatten (Fernsehfilm)
- 1975: Flirt von gestern (Fernsehfilm)
- 1977: Derrick: Eine Nacht im Oktober (Fernsehserie)
- 1978: Heinrich Heine (Fernsehfilm)
- 1978: Tatort: Rechnung mit einer Unbekannten (Fernsehreihe)
- 1979: Der Ruepp (Fernsehfilm)

## Hörspiele (Auswahl)
- 1949: Fjodor Michailowitsch Dostojewski: Schuld und Sühne (3. Teil) – Bearbeitung und Regie: Walter Ohm (Hörspielbearbeitung – BR)
- 1958: Georg Büchner: Leonce und Lena – Regie: Gert Westphal (Hörspiel – SWF)
- 1958: Fjodor Michailowitsch Dostojewski: Liebesgeschichten der Weltliteratur: Weiße Nächte (Mastjenka) – Regie: Ludwig Cremer (Hörspielbearbeitung – WDR)
- 1969: Dylan Thomas: Unter dem Milchwald (Gossamer Beynon) – Regie: Raoul Wolfgang Schnell (Original-Hörspiel – BR/WDR)

## Diskografie

### Singles
- 1963
  - „Gedichte an die Mutter“
  - 34 068 Deutsche Grammophon

### Schallfolien
- 196?
  - „Weisse Nächte“
  - WN 1001 Sprechende Comel Bücherei (Vox Imago) in 6 illustrierten Seiten

### 25 cm (10")
- 1959 – Hans Christian Andersen
  - 1. Der Schweinehirt – Das Gänseblümchen
  - 2. Der fliegende Koffer – Die Prinzessin auf der Erbse
  - TSE 13 301 Telefunken (Wort und Stimme)
- 1959
  - „Bettina an Goethe über Beethoven“
  - PLB 6196 Telefunken (Wort und Stimme)
- 1960
  - EK 2504 Concert Hall (Tante Ernas Kinderstunde)
  - 1. Das hässliche Entlein
  - 2. Aladin und die Wunderlampe

### Alben – LPs
- 1966
  - Dostojewski „Weisse Nächte“
  - E 80 782 Electrola (*Wort*)
- 196?
  - „Goethe und Beethoven“
  - F 208 Telefunken (Deutscher Schallplattenclub)
- 196?
  - „Leonce und Lena“
  - 120 644 Stratford Record

## Auszeichnungen
- 1952: Bundesfilmpreis für Rausch einer Nacht (Kategorie: Beste Nachwuchsschauspielerin)